# Издательство Университета Оттавы
Издательство Университета Оттавы (фр. Les Presses de l'Université d'Ottawa, англ. University of Ottawa Press, сокр. UOP) — издательское подразделение Университета Оттавы.
Издательство Оттавского университета является единственным двуязычным (французский, английский) университетским издательством в Канаде, издавая 25-30 книг в год на обеих языках. Его издательская программа включает научные работы и учебники, а также иногда книги, представляющие общий интерес, и специализируется на четырёх основных предметных областях: социальных и культурных исследованиях, письменном и устном переводе, политических и международных делах, а также литературе и искусстве.

## История и деятельность
В 1930 году профессора факультета философии и теологии Оттавского университета решили создать периодическое издание, которое «способствовало бы развитию высшей культуры». Первое издание под названием La revue de l’Université d’Ottawa появилось в январе 1931 года. Последующие годы привели к быстрому увеличению научных трудов профессоров, и в связи с эти университет решил, что необходимы другие возможности для публикации, чтобы помочь его профессорскому составу распространять результаты своих исследований. Для этого осенью 1936 года Оттавский университет создал Les Éditions de l’Université d’Ottawa — первое франкоязычное университетское издательство в Канаде.
Первый том этого издательства вышел в 1937 году, это была работа отца Луи ЛеЖона (Father Louis LeJeune): «Pierre Le Moyne, Sieur d’Iberville». В течение следующих восьми лет были опубликованы более 50 книг. В 1946 году издательство Университета Оттавы стало называться его нынешним именем — Les Presses de l’Université d’Ottawa. С момента своего основания оно опубликовало более 750 наименований печатных работ.